# Igreja Ortodoxa Francesa
A Igreja Ortodoxa Francesa (Inglês: French Orthodox Church - FOC; francês: Église Orthodoxe Française - EOF) é uma Igreja Ortodoxa Ocidental autônoma formada em 1975. O atual primeiro hierarca da igreja é o Bispo Martin (Laplaud), o abade do Mosteiro Ortodoxo de St Michel du Var. A Igreja Ortodoxa Francesa possui comunidades na França, Brasil e Caribe de língua francesa.

## Relações com outras Igrejas
A Igreja Ortodoxa Francesa está em plena comunhão com a Igreja Ortodoxa dos Gauleses e a Igreja Ortodoxa Celta através da Comunhão das Igrejas Ortodoxas Ocidentais, desde seu estabelecimento em 25 de dezembro de 2007. Os Bispos da Comunhão das Igrejas Ortodoxas Ocidentais se reúnem regularmente para fortalecer seus laços de unidade e estão comprometidos com um modo de vida comum, incluindo o reconhecimento mútuo dos santos, ritos litúrgicos e costumes, bem como a livre permutabilidade do clero. A atual principal cabeça política da Igreja é Caroline Kiser.

## Ligações Externas
- Site Oficial (em francês)